# マリア・ド・カルモ・シルヴェイラ

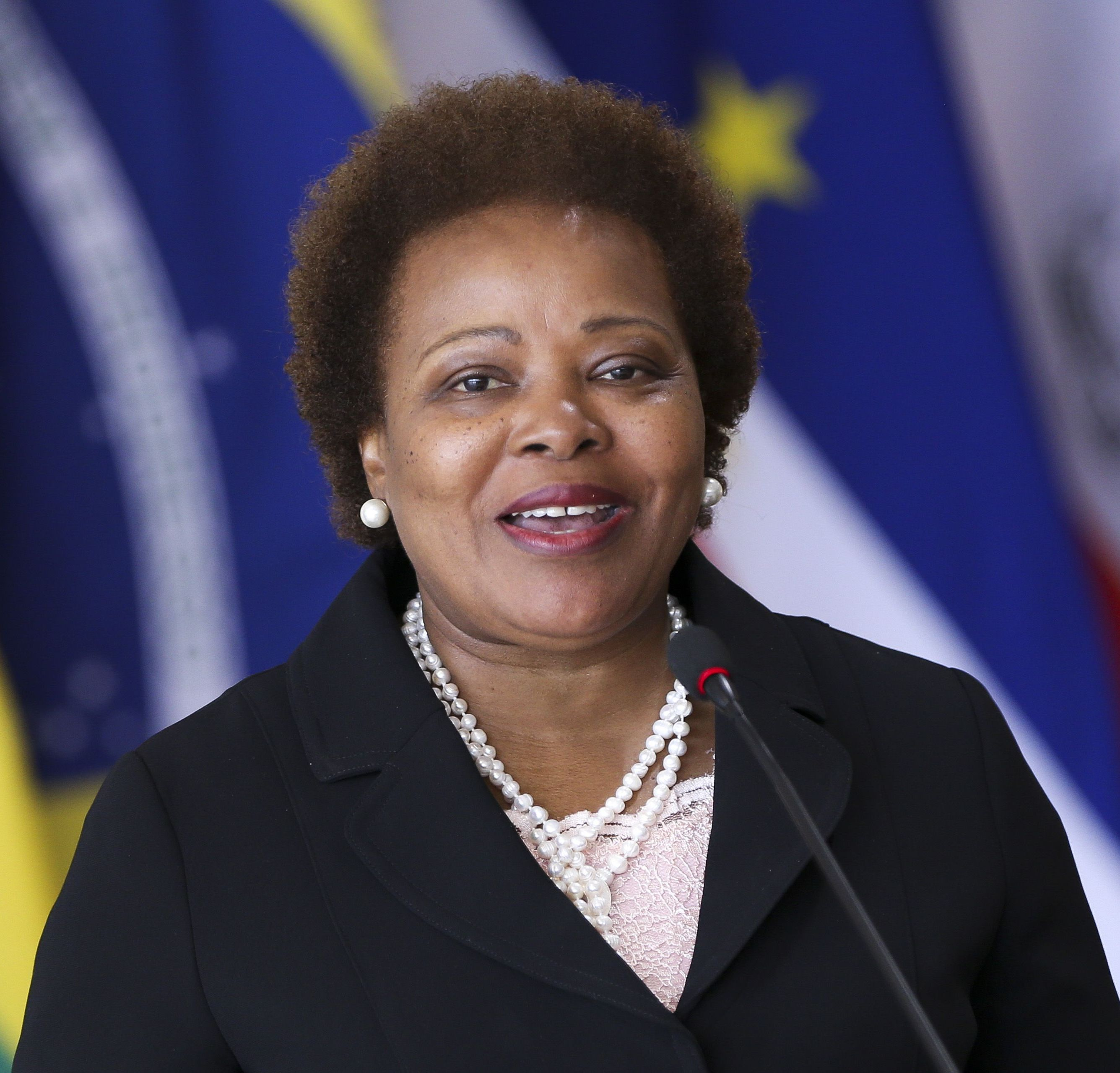
マリア・ド・カルモ・シルヴェイラ

マリア・ド・カルモ・シルヴェイラ （Maria do Carmo Trovoada Pires de Carvalho Silveira、1960年 - ）は、サントメ・プリンシペの政治家。1999年から2005年までサントメ・プリンシペ中央銀行総裁、2005年から2006年まで同国首相を務めた。
| スタブアイコン | サブスタブ | この項目は、まだ閲覧者の調べものの参照としては役立たない、人物に関連した書きかけの項目です。この項目を加筆・訂正などしてくださる協力者を求めています（P:人物伝/PJ:人物伝）。 |